# Popęszyce
Popęszyce – wieś w Polsce położona w województwie lubuskim, w powiecie nowosolskim, w gminie Nowe Miasteczko nad rzeką Biała Woda.
W latach 1975–1998 miejscowość administracyjnie należała do województwa zielonogórskiego.
We wsi był przystanek kolejowy Popęszyce.

## Zabytki
Do wojewódzkiego rejestru zabytków wpisane są:
- park, z połowy XIX wieku
- dwór II, klasycystyczny z XVIII wieku, przebudowany w początku XIX w.
- kościół filialny pod wezwaniem św. Michała Archanioła, gotycki z XIII w., przebudowany około 1500 roku i 1850 roku, murowany z kamienia polnego i cegły.

Z kościoła zachowały się trzy dzwony:
- z XIV w., o średnicy 73 cm
- z roku 1471 o średnicy 78 cm
- z 1499 roku o średnicy 84,5 cm

Wszystkie trzy dzwony zostały w czasie II wojny światowej zdjęte i znajdują się dzisiaj w miejscowości Bodenburg w Dolnej Saksonii, w kościele katolickim św. Wawrzyńca.

## Demografia
Liczba mieszkańców miejscowości w poszczególnych latach:
| Rok  | Liczba mieszkańców |
| ---- | ------------------ |
| 1998 | 371                |
| 2002 | 375                |
| 2009 | 374                |
| 2011 | 366                |
| 2021 | 326                |